# HD 41004 Ab
HD 41004 Ab (بالإنجليزية: HD 41004 Ab)‏ الذي يرمز له بالرمز HD 41004Ab، هو كوكب خارج المجموعة الشمسية، في كوكبة آلة الرسام.

## الاكتشاف
اكتشف في 2003، وكانت طريقة الاكتشاف سرعة شعاعية.